# Кубок регіонів УЄФА
Кубок регіо́нів УЄФА (англ. UEFA Regions' Cup) — футбольний турнір для аматорських клубів Європи, що проводиться під егідою УЄФА. Кожна національна асоціація, що входить до УЄФА може відрядити по одній команді.
Попередником турніру є Кубок аматорів, що проводився 1966 по 1978 рік. Кубок аматорів проводився кожні чотири роки аж поки не був скасований у 1978 році через відсутність зацікавленості, як серед глядачів, так і серед клубів. На відміну від сучасного Кубку регіонів, де участь беруть аматорські клуби, в Кубку аматорів брали участь національні аматорські збірні.
У 1998 році УЄФА ухвалило рішення відродити турнір, значно змінивши його формат.
Найбільше число раз Кубок регіонів УЄФА завойовували аматорські клуби Італії та Іспанії - по 2 рази за весь час проведення турніру.

## Історія
В 1965 році виконавчий комітет УЄФА заснував міжнародний турнір для аматорів. Згідно з правилами в турнірі могли бути представлені лише ті країни, в яких існували професіональні ліги, отже, країни Східного блоку, де поняття професіональний чемпіонат з'явилось значно пізніше та Скандинавія, де чемпіонати були на аматорському рівні, були позбавлені можливості перевірити свої сили на європейській арені. Як результат, лише 12 з 33 національних асоціацій, що на той момент входили в УЄФА, взяли участь в турнірі.
12 команд поділили на чотири групи, переможці яких зустрілись в турнірі на іспанській Мальорці. У вирішальному поєдинку, який відбувся 18 червня 1967 року, аматорська збірна Австрії перемогла аматорську збірну Шотландії з рахунком 2:1, ставши першим володарем трофею.
В 1970 році перемогла аматорська збірна Голландії, в 1974 збірні ФРН і Югославії без поєдинку розділили перемогу. В 1978 знову перемогли югослави, проте в турніри взяли участь лише 10 команд. Через таку низьку зацікавленість до турніру УЄФА вирішило його скасувати.
Рішення проводити оновлений аматорський турнір виконавчий комітет УЄФА прийняв в 1996 році, а в 1999 році відбувся перший розіграш Кубку регіонів. Першим переможцем став італійський Венето, який в фіналі здолав гравців з Мадриду.

## Формат
Кожна країна-член УЄФА може заявити лише одну команду для участі. Як правило, за винятком карликових держав, учасниками євротурніру стають переможці домашніх регіональних турнірів, що і дало таку назву кубку. Карликовим футбольним асоціаціям дозволено заявляти аматорські збірні своїх країн.
Попередній раунд складається з двох груп по чотири команди у кожній, переможець кожної і найкраща з двох друга команда, виходять до наступного кваліфікаційного раунду. В проміжному раунді команди ділять на вісім груп по чотири у кожній, переможці кожної групи виходять до фінальної частини турніру. У фінальній частині вісім команд ділять на дві групи. Команди грають один раз з іншою, переможці груп виходять до фіналу. У фіналі два переможці груп змагаються за трофей.
Вибір господаря проведення ігор суттєво відрізняє Кубок регіонів від інших міжнародних клубних турнірів. Оскільки у попередньому і проміжному раундах команди грають між собою лише один раз, кожна група грає свої матчі в одному конкретному регіоні. Наприклад, 2009 року усі матчі попереднього раунду групи 1 зіграли в Сан Марино. Ще одна відмінність — це вибір місця проведення фінальної частини турніру. Більшість футбольних турнірів обирають господаря фінальної частини заздалегідь, до початку кваліфікації, а у Кубку регіонів господар обирається з восьми команд, що кваліфікувалися до фінального раунду, тобто після кваліфікаційних раундів.

## Трофей
Кубок регіонів УЄФА вручається переможцю на вічне зберігання. У цьому євротурнірі, на відміну від «дорослих» єврокубків, через специфіку аматорського футболу, переможці Кубку регіонів не беруть участі в наступних розіграшах, так як, як правило, після подібних тріумфів міняють аматорський статус на професіональний і переходять на більш серйозний рівень. Як і трофей Ліги Європи, посудина Кубку регіонів не є герметичною і в нього теж неможливо налити будь-яку рідину, тому гравці команди-переможниці і в цьому євротурнірі позбавлені можливості традиційного розпивання шампанського з завойованого трофею.

## Переможці

### Кубок аматорів
| Рік  | Місце проведення | Матч за перше місце | Матч за перше місце | Матч за перше місце | Матч за третє місце | Матч за третє місце | Матч за третє місце |
| Рік  | Місце проведення | Переможець          | Рахунок             | Друге місце         | Третє місце         | Рахунок             | Четверте місце      |
| ---- | ---------------- | ------------------- | ------------------- | ------------------- | ------------------- | ------------------- | ------------------- |
| 1967 | Іспанія          | Австрія             | 2:1                 | Шотландія           | Іспанія             | 2:0                 | Туреччина           |
| 1970 | Італія           | Іспанія             | 1:1                 | Нідерланди          | Югославія           | 3:0                 | Італія              |
| 1974 | Югославія        | Югославія           | —                   | ФРН                 | Іспанія             | 2:2                 | Нідерланди          |
| 1978 | Греція           | Югославія           | 1:1                 | Греція              | ФРН                 | 3:0                 | Ірландія            |

### Кубок регіонів
| Рік  | Місце проведення | Матч за перше місце | Матч за перше місце | Матч за перше місце |                |             |             |
| Рік  | Місце проведення | Переможець          | Рахунок             | Друге місце         | Третє місце    | Третє місце | Третє місце |
| ---- | ---------------- | ------------------- | ------------------- | ------------------- | -------------- | ----------- | ----------- |
| 1999 | Італія           | Венето              | 2:2                 | Мадрид              | Прага          | Київ        |             |
| 2001 | Чехія            | Моравія             | 2:2                 | Брага               | Мадрид         | Пловдив     |             |
| 2003 | Німеччина        | П'ємонт             | 2:1                 | Мен                 | Саболч         | Вюртемберг  |             |
| 2005 | Польща           | Країна Басків       | 1:0                 | Софія               | Каховка        | Жиліна      |             |
| 2007 | Болгарія         | Нижня сілезія       | 1:1                 | Південь             | Авейру         | Тузла       |             |
| 2009 | Хорватія         | Кастилія і Леон     | 2:1                 | Олтенія             | Приволжя       | Лімбург     |             |
| 2011 | Португалія       | Брага               | 2:1                 | Ленстер             | Злін           | Белград     |             |
| 2013 | Італія           | Венето              | 0:0 (пен. 5:4)      | Каталонія           | Східний регіон | Іслоч       |             |
| 2015 | Ірландія         | Східний регіон      | 1:0                 | Загребський регіон  | Анкара         | Вюртемберг  |             |

## Призери за країнами
| Країна     | Кількість перших місць | Кількість других місць | Кількість третіх місць | Перше місце            | Друге місце    | Третє місце       |
| ---------- | ---------------------- | ---------------------- | ---------------------- | ---------------------- | -------------- | ----------------- |
| Іспанія    | 2                      | 1                      | 1                      | Країна Басків (2005)   | Мадрид (1999)  | Мадрид (2001)     |
| Іспанія    | 2                      | 1                      | 1                      | Кастилія і Леон (2009) | Мадрид (1999)  | Мадрид (2001)     |
| Італія     | 2                      | 0                      | 0                      | Венето (1999)          | Ніхто          | Ніхто             |
| Італія     | 2                      | 0                      | 0                      | П'ємонт (2003)         | Ніхто          | Ніхто             |
| Португалія | 1                      | 1                      | 1                      | Брага (2011)           | Брага (2001)   | Авейру (2007)     |
| Чехія      | 1                      | 0                      | 2                      | Моравія (2001)         | Ніхто          | Прага (1999)      |
| Чехія      | 1                      | 0                      | 2                      | Моравія (2001)         | Ніхто          | Злін (2011)       |
| Польща     | 1                      | 0                      | 0                      | Нижня сілезія (2007)   | Ніхто          | Ніхто             |
| Болгарія   | 0                      | 2                      | 1                      | Ніхто                  | Софія (2005)   | Пловдив (2001)    |
| Болгарія   | 0                      | 2                      | 1                      | Ніхто                  | Південь (2007) | Пловдив (2001)    |
| Франція    | 0                      | 1                      | 0                      | Ніхто                  | Мен (2003)     | Ніхто             |
| Румунія    | 0                      | 1                      | 0                      | Ніхто                  | Олтенія (2009) | Ніхто             |
| Ірландія   | 0                      | 1                      | 0                      | Ніхто                  | Ленстер (2011) | Ніхто             |
| Україна    | 0                      | 0                      | 2                      | Ніхто                  | Ніхто          | Київ (1999)       |
| Україна    | 0                      | 0                      | 2                      | Ніхто                  | Ніхто          | Каховка (2005)    |
| Угорщина   | 0                      | 0                      | 1                      | Ніхто                  | Ніхто          | Саболч (2003)     |
| Німеччина  | 0                      | 0                      | 1                      | Ніхто                  | Ніхто          | Вюртемберг (2003) |
| Словаччина | 0                      | 0                      | 1                      | Ніхто                  | Ніхто          | Жиліна (2005)     |
| Боснія     | 0                      | 0                      | 1                      | Ніхто                  | Ніхто          | Тузла (2007)      |
| Росія      | 0                      | 0                      | 1                      | Ніхто                  | Ніхто          | Приволжя (2009)   |
| Бельгія    | 0                      | 0                      | 1                      | Ніхто                  | Ніхто          | Лімбург (2009)    |
| Сербія     | 0                      | 0                      | 1                      | Ніхто                  | Ніхто          | Белград (2011)    |

## Представники України
| Сезон     | Команда                         | Результат              |
| --------- | ------------------------------- | ---------------------- |
| 1999      | Аматорська збірна України       | 3 місце                |
| 2000/2001 | Дністер (Овідіополь)            | П.Р. 2 місце в групі 1 |
| 2002/2003 | Південьсталь (Єнакієве)         | П.Р. 2 місце в групі 1 |
| 2004/2005 | КЗЕЗО (Каховка)                 | 3 місце                |
| 2006/2007 | Іван (Одеса)                    | 5 місце                |
| 2008/2009 | Бастіон (Іллічівськ)            | П.Р. 2 місце в групі 6 |
| 2010/2011 | Єдність-2 (Плиски)              | 7 місце                |
| 2012/13   | Нове Життя (Путрівка)           | П.Р. 3 місце в групі   |
| 2014/15   | АФ П'ятихатська (Володимірівка) | П.Р. 3 місце в групі   |
| 2017      | Інгулець                        |                        |